# Mistrzostwa Świata FIBT 1967
Mistrzostwa Świata FIBT 1967 odbyły się w dniu 15 lutego 1967 we francuskiej miejscowości L’Alpe d’Huez, gdzie rozegrano konkurencję męskich dwójek.
Konkurencja czwórek bobslejowych została odwołana z powodu zbyt wysokiej temperatury otoczenia, która powodowała topienie się lodu.

## Dwójki
- Data: 15 lutego 1967

| Miejsce | Państwo           | Zawodnik                                | Czas |
| ------- | ----------------- | --------------------------------------- | ---- |
| 1       | Austria           | Erwin Thaler Reinhold Durnthaler        | –    |
| 2       | Włochy            | Nevio De Zordo Edoardo De Martin Pinter | –    |
| 3       | Stany Zjednoczone | Howard Clifton James Crall              | –    |

## Tabela medalowa
| Miejsce | Państwo           |   |   |   | Razem |
| ------- | ----------------- | - | - | - | ----- |
| 1.      | Austria           | 1 | 0 | 0 | 2     |
| 2.      | Włochy            | 0 | 1 | 0 | 1     |
| 3.      | Stany Zjednoczone | 0 | 0 | 1 | 1     |